# سیرل چادویک
سیرل چادویک (انگلیسی: Cyril Chadwick؛ ۱۱ ژوئن ۱۸۷۹ – ۳ نوامبر ۱۹۵۵) بازیگر انگلیسی دوره سینمای صامت بود.
وی بین سال‌های ۱۹۱۳ تا ۱۹۳۸ در هفتاد فیلم نقش‌آفرینی کرد. از فیلم‌هایی که وی در آن نقش داشته‌است، می‌توان به اسب آهنین، پیتر پن، آخرین خانم چینی، ساعت مشکی، قاچاقچیان و مسیحی اشاره نمود.